# Leptocometes zikani
Leptocometes zikani är en skalbaggsart som först beskrevs av Martins och Monné 1974.  Leptocometes zikani ingår i släktet Leptocometes och familjen långhorningar. Inga underarter finns listade i Catalogue of Life.